# Leo Osaki
Leo Osaki (大﨑 玲央 Osaki Leo?), född 8 juli 1991 i Tokyo prefektur, är en japansk fotbollsspelare.
Osaki började sin karriär 2014 i Carolina RailHawks. 2016 flyttade han till Yokohama FC. Efter Yokohama FC spelade han för Tokushima Vortis och Vissel Kobe. Med Vissel Kobe vann han japanska cupen 2019.